# 贝娅塔·索科沃夫斯卡-库莱沙
贝娅塔·索科沃夫斯卡-库莱沙（波蘭語：Beata Sokołowska-Kulesza，1974年1月10日—），波兰女子皮划艇运动员。她曾代表波兰参加2000年和2004年夏季奥林匹克运动会皮划艇比赛，获得二枚铜牌。